# Derambila puella
Derambila puella är en fjärilsart som beskrevs av Butler 1880. Derambila puella ingår i släktet Derambila och familjen mätare. Inga underarter finns listade i Catalogue of Life.